# William Conolly
Pour les articles homonymes, voir Conolly.
Pour l’article ayant un titre homophone, voir Connolly.
William Conolly, né le 9 avril 1662, et mort le 30 octobre 1729, également connu sous le nom de Speaker Conolly, est un homme politique irlandais, percepteur, avocat et propriétaire terrien.

## Carrière
William Conolly est le fils d'un aubergiste, Patrick Conolly, dont l'auberge est à Ballyshannon, dans le Comté de Donegal. Patrick Conolly est originaire de comté de Monaghan, et un descendant du clan Ó Conghalaigh (un clan du royaume d'Airgíalla). Patrick Conolly s'installe dans le comté de Donegal, et rejoint l'Église anglicane. Il a pour enfants William, Patrick, Hugh, Phelim et Thady. Il économise suffisamment d'argent pour envoyer William à Dublin pour suivre des études de droit. William Conolly a son diplôme d'avocat en 1685, alors âgé de vingt-trois ans.
Il exerce comme avocat à Dublin et en 1694 puis épouse Katherine Conolly, fille du général Sir Albert Conyngham. Bien plus tard, la famille s'installe au château de Slane dans le comté de Meath. Ils n'ont pas d'enfants, et à la mort de Katherine en 1752 les propriétés passent à son neveu William James Conolly, fils de son frère Patrick.
Il fait fortune à partir de transferts de terres, en spéculant sur les confiscations par la Couronne des terres appartenant précédemment à des partisans du roi Jacques II d'Angleterre, dans le sillage de la Glorieuse Révolution et de la guerre williamite en Irlande. Environ 600 000 acres irlandaises de terres sont confisquées pour être vendues afin de payer les coûts de la guerre (équivalent à 972 000 acres), soit près de 5 % de la superficie de l'Irlande. Conolly est le plus grand acheteur individuel, en particulier pour l'achat de 3300 acres dans le comté de Meath qui appartenait à Arnold van Keppel.
Il construit la Castletown House à Celbridge, dans le comté de Kildare, dont la construction débute en 1722. Sa maison, Dublin, est sur Capel Street. Il est également à l'origine de la construction de l'ancienne Customs House (actuel l'Hôtel Clarence) et des Chambres du Parlement irlandais, premier bâtiment au monde spécialement conçu pour être abriter une chambre bicamérale de parlement.
Conolly est l'un des plus importants « Undertakers », ceux qui s'occupent des affaires gouvernementales dans la Chambre des communes irlandaise. Il est associé au parti Whigs et s'oppose à la faction Brodrick de Cork. Conolly est député de l'arrondissement de Donegal de 1692 à 1703 et ensuite du comté de Londonderry jusqu'à sa mort en 1729. En 1703 et 1713, il est également élu à Newtown Limavady et en 1727 à Ballyshannon, mais choisit à chaque fois de ne pas siéger.
Il est Président (speaker) de la Chambre des communes irlandaise et commissaire aux revenus de 1715 à sa mort en 1729. Son nom est orthographié « Conolly », plutôt que « Connolly », directement emprunté au nom gaélique « O Conghaile »,,.
Conolly est réputé pour être l'homme le plus riche en Irlande à la date de sa mort. À cette date, il possède 148 487 acres qui permettait de lever un revenu brut de 14 926 £ par an. À sa mort, l'archevêque Hugh Boulter (en) estime le revenu de Conolly en 1729 à 17 000 livres par an. Sa veuve Katherine continue à vivre dans ce style de vie à Castletown jusqu'à sa mort en 1752. Puis leurs domaines passent brièvement à son neveu, William James Conolly, puis à son petit-neveu, le député Thomas Conolly (1738-1803), connu sous le nom « Squire Tom », qui est marié à Lady Louisa Conolly.
Un pub à Celbridge, The Speaker's Bar, est nommé en sa mémoire. Il y a aussi un pub à Firhouse (Dublin) nommé « The Speaker Conolly » d'après lui.

## Sources
- (en) Cet article est partiellement ou en totalité issu de l’article de Wikipédia en anglais intitulé « William Conolly » (voir la liste des auteurs).